# Otto Meinicke
Otto Meinicke (* 9. September 1900 in Kochstedt; † 10. Oktober 1990 in Bielefeld) war stellvertretender Lagerkommandant des KZ Roßlau.

## Leben

### Karriere
Meinicke war Sohn eines Landwirts, er war als Heizer in Kochstedt tätig. Während des Ersten Weltkriegs wirkte er vom 9. September bis zum 10. November 1918 als Musketier im Infanterieregiment 66. Zum 1. März 1932 trat er der NSDAP (Mitgliedsnummer 956.471) und im selben Jahr der SS (SS-Nummer 54.333) im 4. Sturm der 59. SS-Standarte bei. Nach kurzer Arbeitslosigkeit war er von September 1933 bis Juli 1934 als 1. Wachhabender im KZ Roßlau (Leiter der Lagerwache) und stellvertretender Lagerkommandant tätig. Er ist der einzige Wachmann, zu dem ausschließlich Entlastungszeugnisse ehemaliger Häftlinge vorliegen. Demnach habe Meinicke körperliche Misshandlungen verhindert, für Essen und Rauchwaren gesorgt, die Post ohne Zensur in das Lager geschafft und illegale KPD-Tätigkeit geduldet. In der Zeit des „Röhm-Putsches“ rüstete Meinicke ohne Wissen des Lagerkommandanten Otto Marx die Häftlinge mit „Äxten, Beilen, großen und kleinen Hämmern“ aus, damit diese im Fall der Übernahme der Wachmannschaft durch aggressive SS-Leute ihr Leben hätten verteidigen können.
Nach der Schließung des KZ war Meinicke wieder arbeitslos, konnte aber aufgrund seines Status als alter Kämpfer in den Staatsdienst übernommen werden und bis zum 1. Dezember 1934 die Position eines Justizhilfswachtmeisters beim Landgericht Dessau erreichen. Am 1. April 1935 wurde er vom Anhaltischen Staatsministerium zum Justizwachtmeister und am 1. Juni 1939 zum Justizoberwachtmeister am Landgericht Dessau ernannt. Am 26. August 1939 erfolgte die Einberufung zur Wehrmacht, am 25. Januar 1941 die Entlassung auf Grund eines Unabkömmlichstellungsantrages des Dessauer Landgerichtspräsidenten. Zwei Tage später trat Meinicke seinen Dienst als Justizoberwachtmeister beim Landgericht Dessau wieder an. Er meldete sich am 30. August 1944 freiwillig zur Waffen-SS, wurde aber vorerst abgelehnt.
Nach Beschwerden des Oberlandesgerichtspräsidenten Paul Sattelmacher wurde Meinicke am 7. Februar 1945 durch die Ergänzungsstelle des Heeres und der Waffen-SS Mitte (XI) in Braunschweig eingesetzt und geriet in britische Gefangenschaft, aus der er am 23. Juli desselben Jahres entlassen wurde. In der SBZ wurde er wegen seiner Mitgliedschaft bei NSDAP und SS entlassen und verhaftet. Nach unbekannter Zeit wurde er entlassen und siedelte bis 1967 nach Bielefeld über.

### Familie
Meinicke heiratete am 3. August 1935 Martha Gehricke und wohnte mit ihr in Dessau.